# Xyloredo naceli
Xyloredo naceli är en musselart som beskrevs av Turner 1972. Xyloredo naceli ingår i släktet Xyloredo och familjen borrmusslor. Inga underarter finns listade i Catalogue of Life.